# Elaphria grata
Elaphria grata là một loài bướm đêm trong họ Noctuidae.